# 佐々木芳照
佐々木 芳照（ささき ほうしょう、1877年（明治10年）7月1日 - 1952年（昭和27年）6月27日）は、日本の僧、政治家。衆議院議員（1期）。

## 経歴
鹿児島県諸県郡、のちの宮崎県北諸県郡都城町（現都城市）で生まれた。京都本願寺文学寮本科で学ぶ。語学研究及び状況視察のため、シンガポール、オランダ領東インド、パリに留学する。帰国後、本願寺派摂護寺で布教活動に従事する。都城天竜幼稚園、日州学院を創立する。摂護寺住職、本願寺派本願寺執行所に出仕し、本願寺台湾別院輪番兼台湾開教教所賛事を経て、本願寺アメリカ合衆国開教総長となる。帰国後、内務省道府県感化院教諭となる。その後、宮崎県慎修学校(現・宮崎県立みやざき学園)校長に就任する。1930年（昭和5年）1月に還俗した。
現俗後に行われた第17回衆議院議員総選挙において宮崎県全県区から立憲民政党公認で立候補してトップ当選し、衆議院議員を1期務めた。1932年（昭和7年）第18回衆議院議員総選挙で落選した。1952年死去。